# رفسنجانی (نام خانوادگی)
رفسنجانی ممکن است به یکی از موارد زیر اشاره داشته باشد:
- اکبر هاشمی رفسنجانی
- مهدی هاشمی رفسنجانی
- فاطمه هاشمی رفسنجانی
- یاسر هاشمی رفسنجانی
- محمد هاشمی رفسنجانی
- فائزهٔ هاشمی رفسنجانی
- محسن رفسنجانی
- اکبر هاشمی رفسنجانی